# Francis Meynell
Francis Meredith Wilfrid Meynell (12 de mayo de 1891 — 10 de julio de 1975) fue un poeta e impresor británico, fundador de la empresa Nonesuch Press. Era hijo del periodista y editor Wilfrid Meynell y de la poeta Alice Meynell, una sufragista y prominente católica conversa. 
George Lansbury lo persuadió para ocupar la gerencia del Daily Herald. Fue encarcelado por rechazar cumplir con el servicio militar por objeciones de conciencia durante la Primera Guerra Mundial, además, las autoridades sospechaban que creaba propaganda que podría afectar moralmente a los soldados. Al terminar la guerra siguió participando en el activismo por la paz, más tarde, en 1920, ingresó al Partido Comunista.
Fue nombrado caballero en 1946. Se casó con Alix Kilroy, una funcionaria de la junta de comercio. Trabajaron juntos durante la Segunda Guerra Mundial en Utility Design. Después de la guerra vivieron en una zona aislada de Suffolk dedicados al cultivo. La pareja no tuvo descendencia.